# Patricia Cardoso
Patrica Cardoso (Bogotá, Colombia)  es una directora de cine y antropóloga colombo-estadounidense.
Ha sido la primera mujer latina en ganar un Dramatic Audience Award del Festival de Cine de Sundance y en recibir un Premio Óscar Estudiantil por Las mujeres de verdad tienen curvas. También fue la primera mujer latina en tener una película en el National Film Registry de la Biblioteca del Congreso de Estados Unidos.

## Biografía
Cardoso nació y creció en Bogotá, Colombia. Cuando era niña escribía e ilustraba libros ilustrados caseros. Sólo cuando comenzó a estudiar cine en la UCLA se dio cuenta de que estos libros eran guiones gráficos. La primera película de Cardoso fue un documental humorístico titulado Vacas Flacas y Vacas Gordas, sobre las hambrunas y los períodos de fiesta que soportó su familia. Debido a la falta de tecnología en su hogar, la película se hizo con palillos, papel y cartón.
Estudió antropología en la Universidad de Los Andes. Como arqueóloga dio clases en la Pontificia Universidad Javeriana y fue asistente del Subdirector de Patrimonio Cultural del Instituto de Cultura de Colombia. También «consiguió la datación más antigua de la cultura tairona por el método del Carbono 14».

### Carrera cinematográfica
Cardoso recibió una beca Fulbright y see graduó de la Escuela de Cine de la Universidad de California en Los Ángeles (UCLA) en 1994. Fue la mejor de su clase y obtuvo varios de los premios de dirección más relevantes de la escuela: el Premio de Cine de la Fundación Colin Higgins, la Beca de Cine Lynn Weston y el Premio Verna Fields.
Ha sido la primera colombiana en recibir un Oscar, el Student Academy Award, por el cortometraje El reino de los cielos (1996). Es conocida por su trabajo en Las mujeres de verdad tienen curvas (2002) que se centra en las experiencias de una joven mexicano-estadounidense que enfrenta los desafíos de la familia, la cultura y la imagen corporal. El impacto de la película fue reconocido en 2019, cuando fue seleccionada por la Biblioteca del Congreso de Estados Unidos para su inclusión en el National Film Registry «como un tesoro cinematográfico y digno de preservación como parte del patrimonio de Estados Unidos». Este honor convirtió a Cardoso en la primera directora latina en tener una película incluida en el registro. Sobre la creación de Real Women Have Curves, Cardoso describió las dificultades para encontrar financiación para la película con los escritores Josefina López y George LaVoo;
Cardoso atribuye su formación antropológica al respeto que siente por cada personaje de sus películas, la profundidad y dimensión del desarrollo de su personaje y por la investigación rigurosa que realiza durante la preproducción para crear realidad y veracidad en sus películas.
En 2017 fue invitada a la Academia de Artes y Ciencias Cinematográficas en la Rama de Directores y en 2021 a la Academia Británica de las Artes Cinematográficas y de la Televisión. Durante 5 años trabajó en el Festival de Sundance donde desarrolló el guion de Sueño de la tierra del Milky Way, además ejerció como directora de Programas Latinoamericanos y fue auxiliar de investigación para los productores estadounidenses Terry Sanders y Freida Lee Mocky.

## Filmografía

### Películas, cortos, documentales y series de televisión
- 1989: Aisle of Dreams
- 1990: The Air Globes
- 1991: Cartas al niño Dios
- 1994: The Water Carrier of Cucunuba
- 1996: The Water Carrier
- 2002:  Las mujeres de verdad tienen curvas
- 2010: Lies in Plain Sight
- 2010-12: The Toymaker
- 2011: Deep Blue Breath
- 2012: Meddling Mom
- 2012: Ro
- 2016: La Clave
- 2017: El Paseo De Teresa
- 2018-22: Queen Sugar
- 2019: In the Dark
- 2019: The Society
- 2019: Historias de San Francisco
- 2019: Emergence
- 2019: All Rise
- 2020: Party of Five
- 2021: Los secretos de Sulphur Springs
- 2021: Diario de una futura presidenta
- 2021: Al otro lado del instituto
- 2023: Will Trent: Agente Especial
- 2023: Te estoy vigilando
- 2023: Refugio

Nota: toda la filmografía en IMDb.

## Premios y distinciones
Algunos premios conseguidos por Cardoso:

### Internacionales
- 1994: Festival Internacional de Cine de Róterdam, Hubert Bals.[16]
- 1994: Premio Óscar Estudiantil por The Water Carrier of Cucunuba.[17]
- 1995: Festival de Cine de Telluride por The Water Carrier.[18]
- 1996: Sindicato de Directores de Estados Unidos, Ida Lupino Student Award	por The Water Carrier.[18]
- 1996: Festival Internacional de Cine de Toronto. Fundación MacArthur, Subtitling Grant por The Water Carrier.[18]
- 1996: Unesco. UNESCO Igualada Institut Català Award por The Water Carrier.[18]
- 2002: Festival de Cine de Sundance, Audience award por Las mujeres de verdad tienen curvas.[19]
- 2002: Festival Internacional de Cine de San Sebastián, Premio Eroski de la Juventud (Youth Award) por Las mujeres de verdad tienen curvas.[17]
- 2002: Premio Humanitas, Humanitas Prize Sundance Feature Film	por Las mujeres de verdad tienen curvas.[20]
- 2002: National Board of Review, Excellence in Filmmaking por Las mujeres de verdad tienen curvas.[18]
- 2002: Festival Internacional de Cine de Chicago, Silver Plate Audience Choice Award por Las mujeres de verdad tienen curvas.[18]
- 2002: Legislatura Estatal de California, Excellence in Film Latino Spirit Award por Las mujeres de verdad tienen curvas.[18]
- 2002: Planned Parenthood, Planned Parenthood Award por Las mujeres de verdad tienen curvas.[18]
- 2002: Gobierno de California, California Governor's Commendation por Las mujeres de verdad tienen curvas.[16]
- 2011: Lifetime, Movie of the Year por Lies in Plain Sight.[18]